# 竹内行夫
竹内 行夫（たけうち ゆきお、1943年7月20日 - ）は、日本の外交官、裁判官。駐インドネシア日本国大使館大使、外務事務次官、最高裁判所裁判官などを歴任。奈良県出身。

## 人物
小泉政権において、いわゆる田中眞紀子騒動で前任の野上義二が更迭されたことにより、駐インドネシア大使から事務次官に就任。外務省内の語学派閥では「アメリカンスクール」に属し、日米同盟を固守する立場をとった。次官在任中には、イラク戦争を支持したほか、小泉純一郎首相の訪朝が実現している。しかし、田中均外務審議官による北朝鮮との独自ルートによる秘密外交問題に対して、当初は秘密外交を追認していたが、世論の批判が高まり、最終的に田中を退官させた。また、イラク戦争に反対した天木直人駐レバノン大使を辞任させている。天木によれば、竹内は「君は組織の枠を踏み外してしまったんだよ」と批判したという。外務省では一、二を争う国際法規に明るい人物とされる。瀋陽総領事館北朝鮮人亡命者駆け込み事件では、川口順子外務大臣より厳重訓戒処分を受け、給与を20%･1月自主返納した。
第2次安倍内閣が集団的自衛権の行使を2014年6月に閣議決定で“合憲”としたことについては、「憲法の理念を守っており、許される範囲の変更だ」「憲法が覆されるなら断ればいい」「今回の行使容認は極めて抑制的なものだ。朝日の報道には疑問を感じる」と、朝日新聞のインタビューで述べている。

## 略歴
- 1962年3月 - 奈良女子大学文学部附属高等学校卒業
- 1966年3月 - 京都大学法学部卒業。大学では猪木正道教授の政治史や高坂正堯助教授の国際政治学などを学ぶ。京大法学部卒業後は京都大学大学院法学研究科に進む。大学4年の冬に国際法ゼミの友人から外交官試験を勧められたこともあり、国家公務員上級甲種試験（経済職）、外交官試験を受験。試験当日に体調を崩し、母親に付き添ってもらうハプニングもあったが、成績が良く、外務省の結果が分かる前に経済官庁からも内定をもらった。外交なら経済官庁でもやれるため、迷いに迷ったが、大野勝巳のアドバイスで外務省入りを決意した[5]。
- 1967年4月 - 外務省入省。国内研修。
- 1967年6月 - 英語研修（オックスフォード大学留学）。イアン・ブラウンリーに実践的な国際法の個別指導を受けたことは1番の財産だったと述べている[5]。
- 1969年6月 - 在連合王国大使館三等書記官。最初の半年間は政務班で訓練を受け、その後は大使秘書官[5]。
- 1971年 - 外務省アジア局南東アジア第二課、以後、条約局法規課、在インドネシア日本国大使館、在アメリカ合衆国日本国大使館などに勤務[5]。
- 1984年 - 外務省経済協力局経済協力第二課長[6]
- 1987年1月10日 - 外務省条約局条約課長
- 1989年8月1日 - 在連合王国日本国大使館参事官兼ロンドン総領事[6]
- 1991年11月5日 - 内閣総理大臣秘書官[7]
- 1993年8月9日 - 外務省大臣官房審議官
- 1995年8月4日 - 在アメリカ合衆国日本国大使館特命全権公使[6]
- 1997年8月1日 - 外務省条約局長[6]
- 1998年7月28日 - 外務省北米局長
- 1999年8月16日 - 外務省総合外交政策局長
- 2001年1月29日 - 駐インドネシア日本国大使館大使
- 2002年2月19日 - 外務事務次官
- 2005年1月4日 - 外務事務次官退任、外務省顧問就任
- 2007年 - 政策研究大学院大学連携教授
- 2008年10月21日 - 最高裁判所判事
- 2009年8月30日 - 第45回総選挙と同時に行われた第21回最高裁判所裁判官国民審査の投票の結果、罷免を可としない（無印）が62,443,553票、罷免を可とする（×印）が4,495,571票となり、信任された。
- 2013年7月19日 - 最高裁判所判事を定年退官[8]
- 2014年11月3日 - 旭日大綬章を受章

## 外務省同期
- 大島賢三、高野紀元、阿南惟茂、天江喜七郎、上田秀明、阿部信泰、山崎隆一郎、黒川祐次など

## 最高裁判所での主な担当訴訟
- 2011年7月 - 千葉市中央区強姦事件（陪席裁判官）
- 2010年7月 - ハーグ事件（裁判長）
- 2010年1月 - 砂川政教分離訴訟（陪席裁判官）
- 2009年12月 - 布川事件（再審請求事件）（裁判長）
- 2009年11月 - 葛飾政党ビラ配布事件（陪席裁判官）
- 2009年10月 - 広島小1女児殺害事件（陪席裁判官）

## 所属団体
- 公益財団法人日本国際フォーラム（監事[9]、政策委員[10]）